# Guillermo Verdugo
Guillermo Bernardino Verdugo Yáñez (... – Santiago del Cile, 16 marzo 1998) è stato un cestista cileno.

## Carriera
Con il Cile ha disputato i Giochi olimpici del 1948.